# 苏茜·沃尔夫
苏茜·沃尔夫（英語：Susie Wolff，原姓：Stoddart；1982年12月6日—）是一位苏格兰的赛车手。她生于苏格兰的奥本镇；从卡丁车开始了她的赛车之路。苏茜从2001年开始经历了雷诺方程式、三级方程式、德國房車賽等不同级别的比赛后；苏茜在2012年与一级方程式锦标赛的威廉姆斯车队签约，成为其发展车手。2015年11月宣布退役。她在2018年加入电动方程式车队文图里车队，担任车队领队。
苏茜·沃尔夫现在与她的丈夫托托·沃尔夫居住在瑞士埃马廷根。两人于2011年10月结婚。她于2017年4月产下两人的第一个孩子。

## 职业生涯

### 一级方程式

#### 威廉姆斯车队(2012-2015)
2012年4月11日，苏茜·沃尔夫被威廉姆斯车队提名为车队旗下的一名发展车手，其丈夫托托·沃尔夫时任该车队的大股东及执行董事。2013年7月19日，苏茜·沃尔夫代表威廉姆斯车队参加了位于英国银石赛道举行的一级方程式锦标赛青年车手测试赛的第三天测试，并位列当天圈速成绩的第9位。2014年5月中旬的季中测试上，她代表威廉姆斯车队参加了第二天的测试，全天驾驶55圈有效圈数，成绩排在当天所有车队的第五位。
2015年11月4日，苏茜通过BBC宣布在月底的世界车王争霸赛后，她将退役。

### 电动方程式
2018年6月，苏茜·沃尔夫宣布加入电动方程式的文图里车队，担任车队领队，并同时成为车队的股东之一。2021年11月，她成为车队的首席执行官。2022年8月，她宣布离开文图里车队和电动方程式赛事，为玛莎拉蒂并购重组车队铺路。

### F1学院
2023年3月，苏茜被任命为全女性单座赛车赛事F1学院的赛事管理总监。12月初，FIA方面称收到F1车队投诉称苏茜·沃尔夫有向身为F1梅赛德斯车队领队的丈夫托托·沃尔夫有泄露F1机密信息的行为，并称将会进行调查。然而F1每支车队在事后均发表公告称从未向FIA投诉过苏茜·沃尔夫。而FIA方面最终取消对苏茜的调查。